# Konteneryzacja
Konteneryzacja – proces tworzenia obrazów zawierających wszystkie potrzebne pliki do uruchomienia danej aplikacji oraz ich uruchamianie i zarządzanie nimi. Uruchomiony obraz nazywany jest kontenerem. Kontenery, czyli uruchomione aplikacje, są odizolowane od systemu operacyjnego. Do tworzenia obrazów i kontenerów oraz zarządzenia nimi wykorzystywany jest m.in. program Docker, Podman, Cloud foundry, czy platforma Kubernetes.
Kontenery tym różnią się od maszyn wirtualnych, że te drugie zawierają kompletny system operacyjny wraz z emulacją sprzętową. Natomiast kontenery komunikują się bezpośrednio z jądrem systemu operacyjnego oraz zawierają tylko potrzebne pliki do uruchomienia danej aplikacji. Dlatego uruchomienie kontenera jest o wiele szybsze oraz pozwala na zużycie mniejszej ilości zasobów (CPU, RAM, dysk).
Mimo że kontenery są środowiskami odizolowanymi od siebie oraz od systemu operacyjnego, istnieje możliwość komunikacji między kontenerami oraz z zewnętrznym systemem. Następuje to jednak w ścisły i kontrolowany sposób.